# Oconaluftee
L'Oconaluftee, également appelée la Luftee, est un cours d'eau américain qui s'écoule dans les comtés de Swain puis de Jackson, en Caroline du Nord. Franchie par plusieurs ponts, notamment le Smokemont Bridge dans le parc national des Great Smoky Mountains, la rivière se jette dans la Tuckasegee, qui fait partie du système hydrologique du Mississippi.